# Генріх Ганке
Генріх Ганке (нім. Heinrich Hanke; 16 грудня 1890, Штутгарт — 23 квітня 1945, Цоссен) — німецький військово-морський діяч, віце-адмірал крігсмаріне (1 лютого 1942).

## Біографія
4 червня 1910 року вступив на флот кадетом. Пройшов підготовку на важкому крейсері «Ганза» і в військово-морському училищі. 27 вересня 1913 року отримав звання лейтенанта. З листопада 1912 року служив на важкому крейсері «Гнейзенау». На початку Першої світової війни 8 грудня 1914 року в битві біля Фолклендських островів «Гнейзенау» був потоплений і Ганке потрапив у полон. В січні 1918 року переведений в табір для інтернованих осіб в Нідерландах і 16 травня 1919 року звільнений.
З 16 червня 1920 по 31 березня 1922 року — 3-й офіцер Адмірал-штабу в штабі військово-морської станції «Нордзе». З 23 вересня 1922 року — вахтовий офіцер на крейсері «Гамбург». 15 жовтня 1923 року переведений в інспекцію морської артилерії референтом. З 27 вересня 1926 року — артилерійський офіцер на крейсері «Емден», з 26 вересня 1928 по 4 січня 1929 року — на крейсері «Німфа». У 1929-31 роках — референт артилерійської випробувальної комісії. З 26 вересня 1931 року — 1-й артилерійський офіцер на лінійному кораблі «Шлезвіг-Гольштейн». 7 жовтня 1933 року знову переведений в випробувальну комісію, а 24 серпня 1936 року — в ОКМ.
З 14 жовтня 1936 року — начальник відділу (з 7 листопада 1939 року — управлінської групи) розвитку артилерії в Управлінні озброєнь ОКМ. Одночасно з 25 грудня 1939 по 16 січня 1940 року виконував обов'язки начальника служби артилерійських озброєнь ОКМ. 3 серпня 1943 року переведений в розпорядження головнокомандувача ВМС, а 30 вересня звільнений у відставку. В кінці війни вступив добровольцем у фольксштурм. Загинув у бою.

## Нагороди
- Залізний хрест 2-го і 1-го класу
- Морський нагрудний знак «За поранення» в чорному
- Колоніальний знак
- Воєнна медаль 1914/1918 союзу Киффгойзера (20 травня 1922)
- Колоніальна відзнака 1-го ступеня в сріблі (18 серпня 1923)
- Почесний хрест ветерана війни з мечами
- Медаль «За вислугу років у Вермахті» 4-го, 3-го, 2-го і 1-го класу (25 років; 2 жовтня 1936) — отримав 4 нагороди одночасно.
- Орден морських заслуг (Іспанія) 3-го класу, білий дивізіон (21 серпня 1939)
- Хрест Воєнних заслуг
  - 2-го класу з мечами
  - 1-го класу з мечами (30 січня 1942)